# Necropoli di Filigosa
La necropoli di Filigosa è un sito archeologico situato nel territorio del comune di Macomer, in provincia di Nuoro. 
È conosciuta per aver dato il nome a un'importante cultura dell'Eneolitico sardo, la cultura di Filigosa, strettamente collegata a quella di  Abealzu, tant'è che si parla spesso di cultura di Abealzu-Filigosa. 

## Descrizione
La necropoli è composta da quattro domus de janas pluricellulari, scavate su un'altura tufacea e caratterizzate dalla presenza di lunghi dromos d'accesso.
Fu utilizzata dalle popolazioni protosarde dal III millennio a.C. fino ai primi secoli del II millennio a.C.; il rito funebre prevedeva la scarnificazione e la sepoltura in deposizione secondaria.

## Scavi
Venne scavata nel 1965 da Ercole Contu e successivamente da Alba Foschi negli anni ottanta.

## Galleria d'immagini

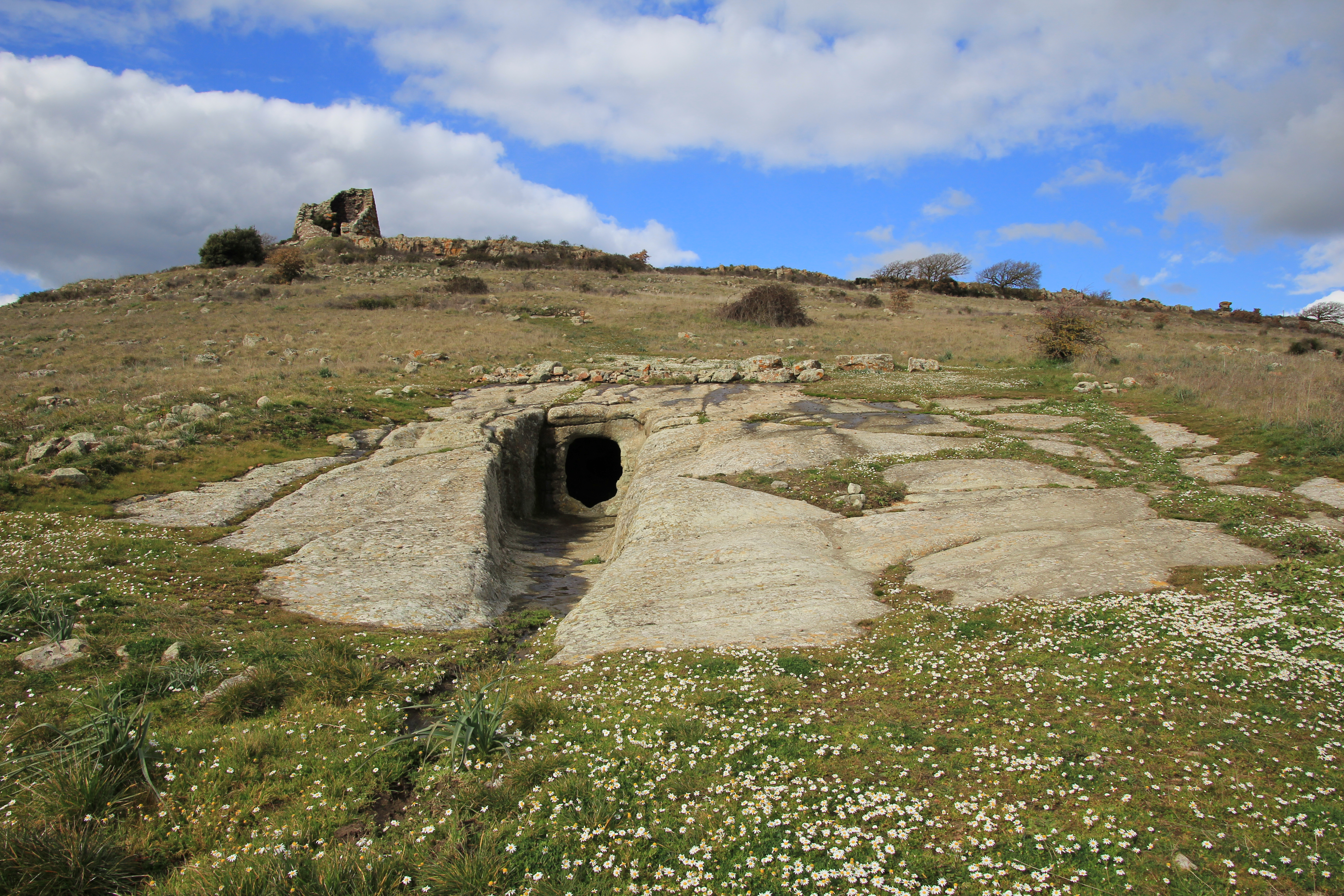
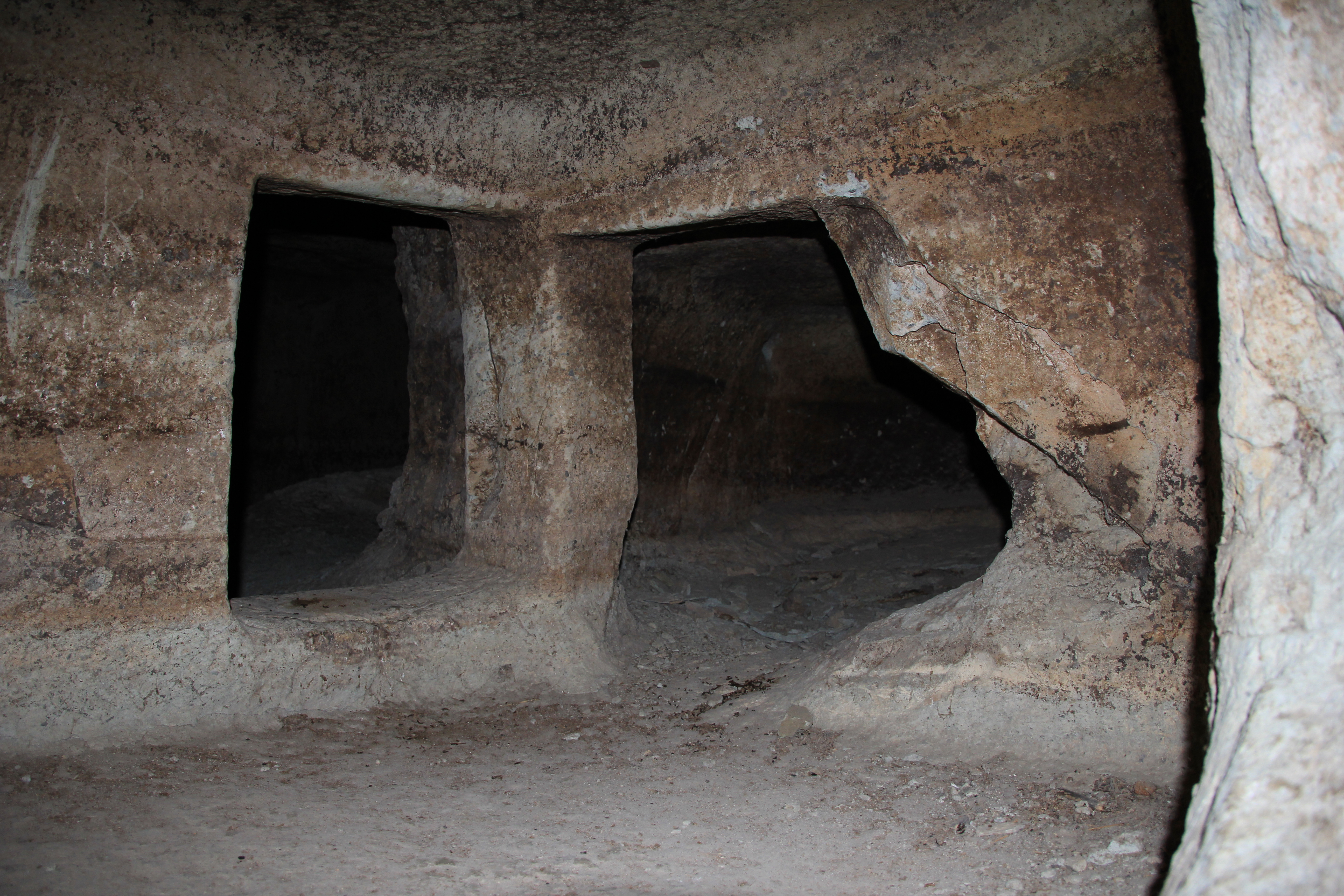
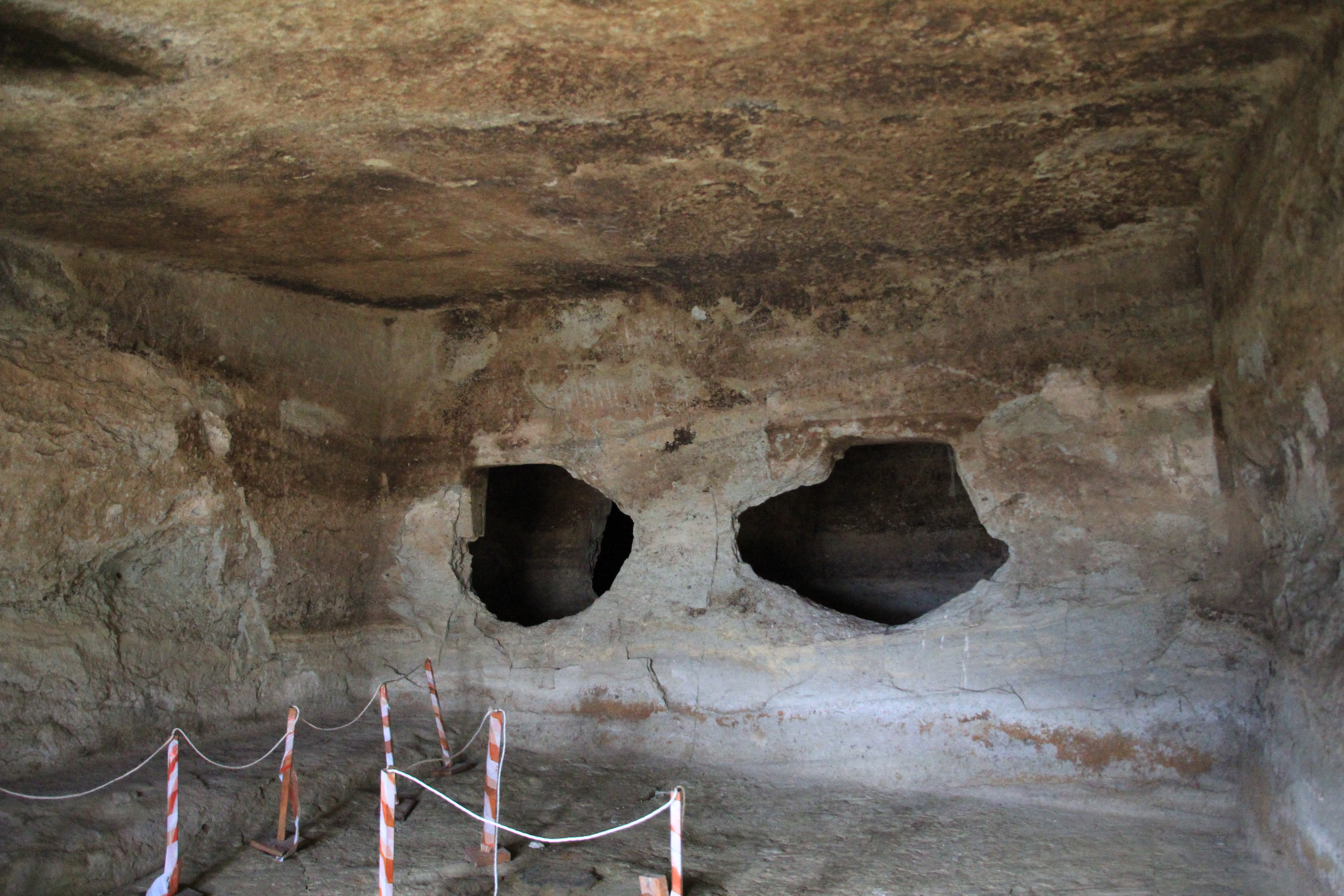
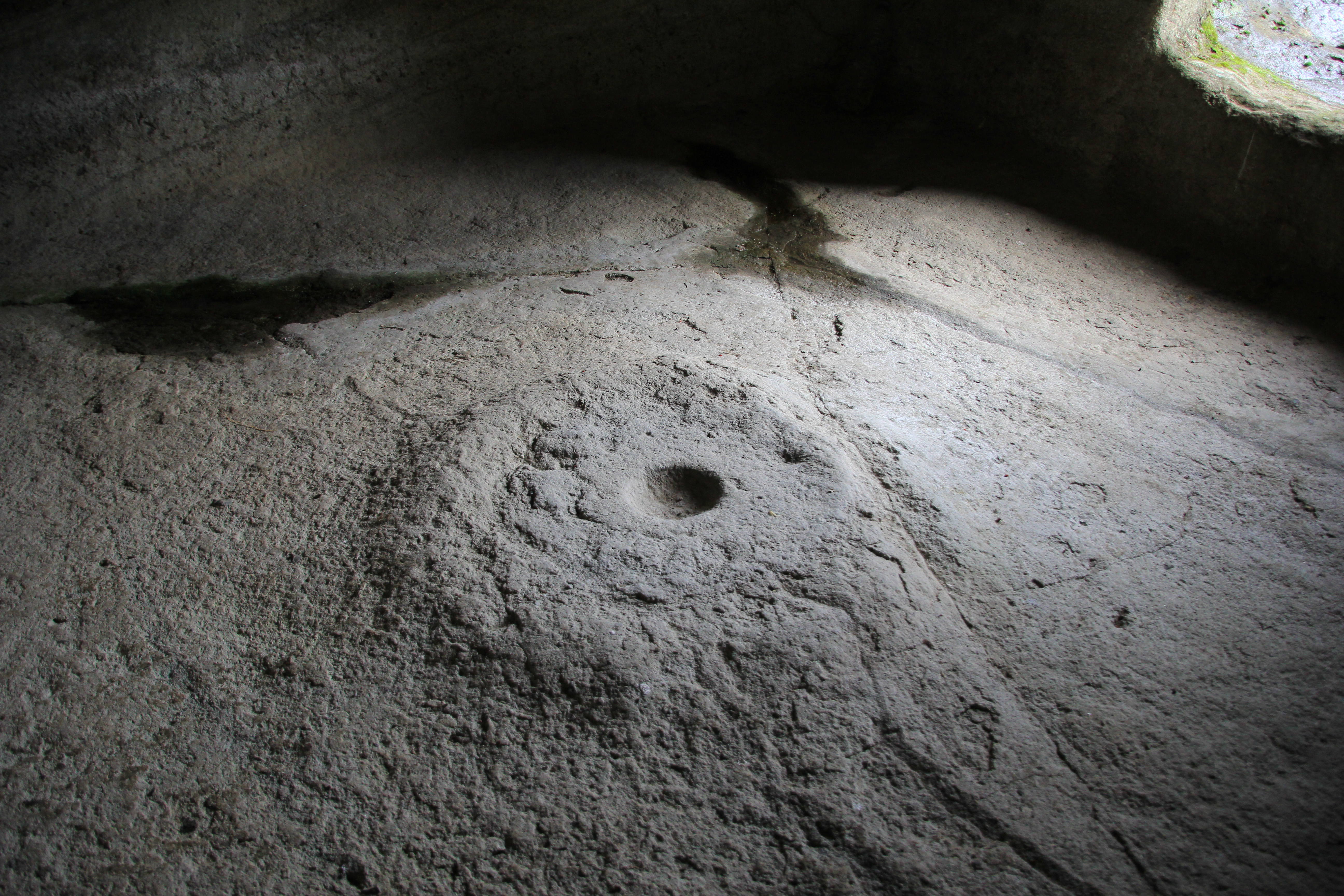